# 박열 사건

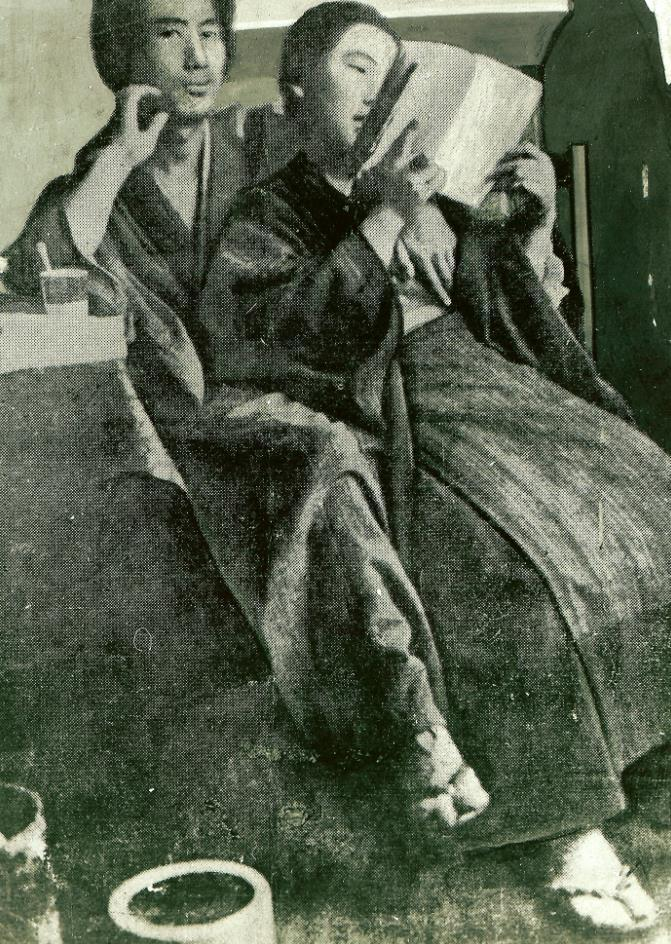
박열과 가네코 후미코

박열 사건(朴烈事件)은 1923년 조선인 아나키스트 박열과 그의 애인 가네코 후미코가 다이쇼 천황과 히로히토 황태자 등을 폭사시키기로 모의했다는 혐의로 체포된 대역사건이다.
박열과 가네코는 무정부주의 단체 흑수회에서 주도적으로 활동하던 인물로 1923년 간토 대지진 이후 체포되었으며, 이후 1925년 상해에서 폭탄을 입수하여 천황 등을 암살하려 도모한 혐의를 받고 대역죄로 기소되었다. 이들에게는 1926년 사형판결이 내려졌으나 곧 천황의 특별사면으로 무기징역으로 감형되었다. 그러나 가네코는 당해에 옥중에서 사망했고, 박열은 종전 이후 석방되어 재일본대한민국민단 등에 관여하다가 납북된 이후 행적이 불명확하다.

## 같이 보기
- 간토 대지진
- 후세 다쓰지